# Heimertingen
{{Thông tin địa danh Đức
|Wappen = Wappen von Heimertingen.png
|lat_deg = 48 |lat_min = 2
|lon_deg = 10 |lon_min = 9
|Lageplan = 
|Bundesland = Bayern
|Regierungsbezirk = Schwaben
|Landkreis = Unterallgäu
|Verwaltungsgemeinschaft = Boos
|Höhe = 579
|Fläche = 13.88
|Einwohner = 1690
|Stand = 2006-12-31
|PLZ = 87751
|Vorwahl = 08335
|Kfz = MN
|Gemeindeschlüssel = 09 7 78 150
|Adresse = Fuggerstr. 3 
87737 Boos
|Website = www.vg-boos.de
|Bürgermeister = Jürgen Schalk
|Partei = 
Heimertingen là một đô thị ở huyện Unterallgäu bang Bayern, Đức.